# Half Black Peak
Half Black Peak är en bergstopp i Antarktis. Den ligger i Östantarktis. Nya Zeeland gör anspråk på området. Toppen på Half Black Peak är 2 057 meter över havet, eller 258 meter över den omgivande terrängen. Bredden vid basen är 4,9 km.
Terrängen runt Half Black Peak är huvudsakligen kuperad. Trakten är obefolkad. Det finns inga samhällen i närheten.